# Angustopila dominikae
Angustopila dominikae ist eine Schneckenart aus der Familie Hypselostomatidae. Sie wurde bisher nur an der Typlokalität der Art in Südchina gefunden. Mit einer Gehäusehöhe von 0,86 mm gilt sie als die kleinste Landlungenschnecke. Im November 2015 wurde mit Acmella nana Vermeulen, Liew & Schilthuizen, 2015 von Borneo eine auf dem Land lebende Schnecke mit noch geringerer Gehäusehöhe (0,60 bis 0,79 mm) publiziert. Sie gehört jedoch zur Familie Assimineidae aus der Gruppe der Caenogastropoda.

## Merkmale
Das kugelige Gehäuse ist sehr klein und misst nur 0,86 mm in der Höhe und 0,80 mm in der Breite; dies ergibt einen Breiten/Höhen-Index von 0,93. Das Gehäuse hat 4,75 geschulterte Windungen, die durch eine tiefe Naht voneinander abgesetzt sind. Das Embryonalgehäuse hat 1,5 Windungen. Die vorletzte Windung ist in der Mündungsansicht der weiteste Umgang. Der Nabel ist eng und tief. Die Mündung ist in der Aufsicht schräg eiförmig, das breitere Ende befindet sich am Spindelrand. Der Mündungsrand ist scharf, und etwas nach außen erweitert. Innen ist er kallös verdickt mit einem oberen, ziemlich weit vorne sitzenden parietalen Zahn und einem unteren, genau gegenüber und tiefer in der Mündung sitzenden, palatalen Zahn. Neben dem Parietalzahn ist ein sehr kleiner Tuberkel vorhanden, der vielleicht mit einem Angularzahn homologisiert werden kann. Die Mündungsebene steht schräg zur Windungsachse und springt sowohl dorsal wie auch spindelseitig vor. In der Seitenansicht ist der Mündungsrand in Höhe des Palatalzahn leicht konvex gewölbt. Im Bereich zwischen dem Parietalzahn und der Spindel liegt der parietale Kallus an der vorigen Windung an. Im Bereich zwischen dem Parietalzahn und dem oberen Sinulus ist der Kallus dagegen von der vorigen Windung abgelöst. Die Mündung ist 0,3 mm weit und 0,37 mm hoch, was einen Mündungsbreite/Mündungshöhe-Index von 1,23 ergibt.
Die Schale ist hellgrau gefärbt. Die Oberfläche des Protoconch zeigt ein feines Grübchen und Körnchenornament. Die körnige Mikrostruktur ist radial zur ersten Windung ausgerichtet und endet auf der zweiten Windung. Der Teleoconch weist eine feine radiale Anwachsstreifen in unregelmäßigen Abständen auf, die von feinen spiralen, fadenförmigen Linien in gleichen Abständen gekreuzt werden.

### Ähnliche Arten
Angustopila tamlod aus Thailand hat als Mündungsbewehrung zwar ebenfalls einen parietalen und einen palatalen Zahn, das Gehäuse ist jedoch deutlich kegelförmig (im Gegensatz zum kugeligen Gehäuse bei Angustopila dominikae). Erste Art hat auch einen engeren Nabel und eine gerundete Mündung. Angustopila huoyani ist größer als Angustopila dominikae und besitzt ein mehr kegelförmiges Gehäuse. Das Gehäuse hat außerdem mehr Windungen und einen engeren Nabel. Es hat zwar auch zwei Zähnchen in der Windung, diese sind jedoch kleiner. Die spiralen, fadenförmigen Linien fehlen oder sind nur sehr schwach ausgebildet. Die sympatrisch vorkommende Art Angustopila subelevata hat ebenfalls ein kegelförmiges Gehäuse, bei dieser Art fehlen jedoch die zwei Zähne in der Mündung.

## Geographische Verbreitung und Lebensraum
Die Art (bzw. der Holotyp) kennt man bisher nur von der Typlokalität am Fuße von Klippen am südlichen Ende von Jiaole Cun (交乐村), Bama Xian (巴马县), Hechi Shi (河池市) im chinesischen Autonomen Gebiet Guangxi (广西) ().
Das einzige Gehäuse fand sich in einer Erdprobe am Fuße von Klippen. Dies lässt den Schluss zu, dass Angustopila dominikae an Kalkwänden lebt (vergleichbar mit anderen Arten aus der Familie der Hypselostomatidae).

## Taxonomie
Angustopila dominikae wurde 2015 von Barna Páll-Gergely und András Hunyadi erstmals beschrieben. Sie wurde der erst ein Jahr zuvor von Adrienne Jochum, Rajko Slapnik und Barna Páll-Gergely aufgestellten Gattung Angustopila zugewiesen. Die Art ist nach Dominika Páll-Gergely benannt, der Frau des Erstautors Barna Páll-Gergely.
Der Holotyp und einziges bisher bekanntes Exemplar wurde am 10. September 2013 von András Hunyadi und Miklós Szekeres an der Typlokalität (590 Meter über dem Meeresspiegel, 24°7,045′ N, 107°7,847′ E) gesammelt und wird unter der Nr. HNHM 99435 im Magyar Természettudományi Múzeum in Budapest (Ungarn) aufbewahrt.

## Gefährdung
Aufgrund des bisher einzigen gefundenen Exemplars ist eine Aussage zur Gefährdung der Art kaum möglich. Die Art ist bisher nur von einer Lokalität bekannt, nach den Kriterien des IUCN wird die Art als vom Aussterben bedroht (critically endangered) eingestuft.

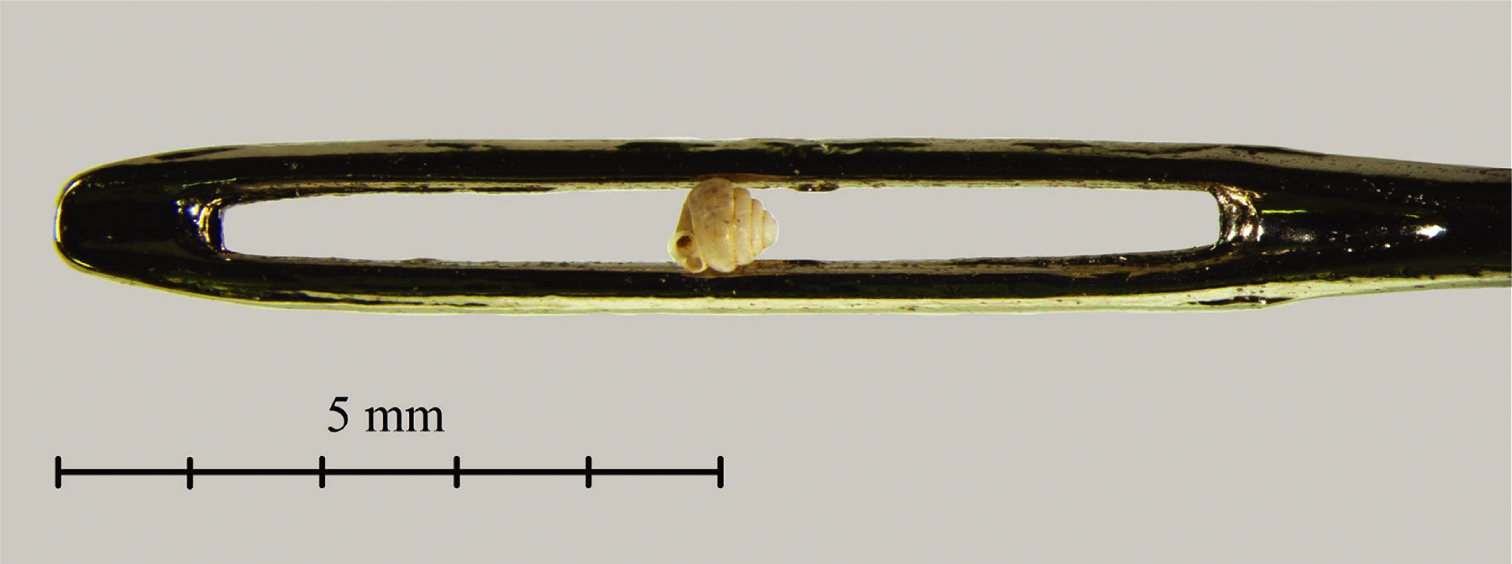
Das Gehäuse von Angustopila dominikae in einem Nadelöhr

## Rezeption in der Presse
Die Entdeckung der bisher kleinsten Landschneckenart fand in der Presse ein beachtliches Echo. Besonders eindrucksvoll fand die Presse das von Barna Páll-Gergely und Nikolett Szpisjak zur Verfügung gestellte Foto der neuen Art, das das Gehäuse von Angustopila dominikae in einem Nadelöhr zeigt. „Von dieser Schneckenart passen zehn in ein Nadelöhr“ oder ähnlich sowie „Die möglicherweise kleinste Landschnecke der Welt, Angustopila dominikae“ oder ähnlich waren häufige Titel der Presseberichte.

## Belege